# Ivan Jarygin
Ivan Sergeevič Jarygin (in russo Иван Сергеевич Ярыгин?; Ust-Kamzas, 7 novembre 1948 – Neftekumsk, 11 ottobre 1997) è stato un lottatore sovietico specialista della lotta libera nella categoria dei pesi massimi (fino a 100 kg.).
Tra il 1970 e il 1976 ha vinto tutte le competizioni internazionali alle quali partecipò, ad eccezione dei campionati europei del 1970 e del 1974, dove si è piazzato al secondo posto.
Jarygin è stato campione olimpico alle Olimpiadi di Monaco 1972 e di Montreal 1976, campione del mondo nel 1973 e campione europeo nel 1972 e nel 1975-76, e vinse la Coppa del mondo nel 1973, 1976-77 e 1979-80. Dopo essersi ritirato nel 1980, è stato a capo della squadra sovietica di lotta a stile libero dal 1982 al 1992 e della Federazione russa di lotta dal 1993 fino alla sua prematura scomparsa in un incidente automobilistico nel 1997.
Gli è stato dedicato un esemplare di Tupolev Tu-160M1 dell'Aeronautica militare russa.